# 仙台市で開催された国際会議の一覧
仙台市で開催された国際会議の一覧では、これまでに宮城県仙台市で開催された主な国際会議を記載する。

## 主な開催実績

### 政府系国際会議
| 開催期間              | 会議名称                                            | 開催場所                                  | 参加者数   |
| --------------------- | --------------------------------------------------- | ----------------------------------------- | ---------- |
| 1984年7月19日         | 第1回民間ユネスコ運動世界大会 仙台大会              | 榴岡公園                                  | 約370人    |
| 1990年4月16日 - 19日  | 国連軍縮会議 仙台会議                               |                                           | 42人       |
| 2002年5月17日 - 20日  | 第52回国際青年会議所アジア・太平洋地域会議 仙台大会 | 仙台国際センター 江陽グランドホテルなど   | 約10,000人 |
| 2004年10月6日 - 7日   | 第1回グリーン購入世界会議                           | 仙台国際センター                          | 約1,000人  |
| 2010年9月15日 - 26日  | 日本APEC第3回高級実務者会合                         | ウェスティンホテル仙台                    | 約950人    |
| 2012年4月16日 - 17日  | 第12回世界旅行ツーリズム協議会 グローバルサミット   | ウェスティンホテル仙台                    | 529人      |
| 2012年7月3日 - 4日    | 世界防災閣僚会議 in 東北                            | 仙台国際センター                          | 約800人    |
| 2012年10月9日 - 10日  | 第67回国際通貨基金・世界銀行年次総会 仙台会合       | ウェスティンホテル仙台                    | 320人      |
| 2013年11月13日 - 17日 | 第1回アジア国立公園会議                             | 仙台国際センター                          | 約800人    |
| 2015年3月14日 - 18日  | 第3回国連防災世界会議                               | 仙台国際センター 東北大学川内萩ホールほか | 約6,500人  |
| 2016年5月20日 - 21日  | 2016年G7財務大臣・中央銀行総裁会議                  | ホテル佐勘                                | 約400人    |
| 2016年9月20日 - 21日  | 第8回日ASEAN防衛当局次官級会合                      | 仙台ロイヤルパークホテル                  | 73人       |
| 2017年11月25日 - 28日 | 第1回世界防災フォーラム                             | 仙台国際センター 東北大学川内萩ホール     | 947人      |
| 2019年9月2日 - 6日    | 第31回OIEアジア・極東・太平洋地域総会               | 仙台国際センター                          | 110人      |
| 2019年11月9日 - 12日  | 第2回世界防災フォーラム                             | 仙台国際センター 東北大学川内萩ホール     | 871人      |
| 2023年3月10日 - 12日  | 第3回世界防災フォーラム                             | 仙台国際センター                          | 1,335人    |
| 2023年5月12日 - 14日  | 2023年G7科学技術大臣会合                            | ホテル佐勘                                | 約80人     |
| 2024年11月9日 - 11日  | 観光レジリエンスに関する国際会議                    | 仙台国際センター ホテル佐勘               | 約100人    |
| 2027年秋 予定         | アジア太平洋防災閣僚級会議                          |                                           |            |

### 学術系国際会議
| 開催期間                 | 会議名称 | 開催場所                          | 参加者数  |
| ------------------------ | --- | --------------------------------- | --------- |
| 1984年9月1日 - 7日       | 第6回国際ウイルス学会議 | 宮城県民会館 仙台プラザホテルなど | 約2,200人 |
| 2012年5月13日 - 18日     | 第14回IACIS国際会議 The 14th International Association of Colloid and Interface Scientists Conference (IACIS2012) | 仙台国際センター                  | 1,032人   |
| 2014年11月4日 - 7日      | 2014年アジア・パシフィックマイクロ波会議 2014 Asia-Pacific Microwave Conference (14APMC) | 仙台国際センター                  | 767人     |
| 2015年5月25日 - 28日     | 米国電気電子学会 進化計算に関する国際会議2015 2015 IEEE Congress on Evolutionary Computation (IEEE CEC2015) | 仙台国際センター                  | 536人     |
| 2016年9月4日 - 8日       | 第15回分子磁性国際会議 The 15th International Conference on Molecule-Based Magnets (ICMM2016) | 仙台国際センター                  | 489人     |
| 2016年9月20日 - 23日     | 第11回アジアの建築交流国際シンポジウム The 11th The International Symposium on Architectural Interchanges in Asia (ISAIA2016) | 東北大学川内萩ホール              | 570人     |
| 2017年9月19日 - 22日     | 2017年国際固体素子･材料コンファレンス International Conference on Solid State Devices and Materials 2017 | 仙台国際センター                  | 892人     |
| 2017年12月6日 - 8日      | 第24回ディスプレイ国際ワークショップ The 24th International Display Workshops (IDW '17 ) | 仙台国際センター                  | 1,296人   |
| 2018年6月18日 - 23日     | ストリング理論・数学国際会議2018 String-Math 2018 | 東北大学川内萩ホール              | 393人     |
| 2018年7月30日 - 8月4日   | 第43回錯体化学国際会議 The 43rd International Conference on Coordination Chemistry (ICCC 2018) | 仙台国際センター                  | 2,522人   |
| 2018年10月21日 - 25日    | 第14回原子レベルで制御された表面・界面およびナノ構造に関する国際会議 および 第26回応用物理学会 薄膜・表面物理分科会 The 14th International Conference on Atomically Controlled Surfaces, Interfaces and Nanostructures (ACSIN-14) The 26th International Colloquium on Scanning Probe Microscopy (ICSPM26) | 東北大学川内萩ホール              | 597人     |
| 2019年9月17日 - 21日     | 国際トライボロジー会議 仙台 2019 International Tribology Conference Sendai 2019 (ITC Sendai 2019) | 仙台国際センター                  | 829人     |
| 2019年9月30日 - 10月4日  | 第15回シンチレータとその応用に関する国際学会 The 15th International Conference on Inorganic Scintillators and Their Applications (SCINT 2019) | 東北大学片平さくらホール          | 246人     |
| 2019年10月28日 - 11月1日 | リニアコライダー・ワークショップ 2019 The International Workshop on Future Linear Colliders 2019 (LCWS 2019) | 仙台国際センター                  | 約430人   |
| 2020年2月16日 - 19日     | 第6回グローバルQA会議 The 6th Global Quality Assurance Conference (6th GQAC) | 仙台国際センター                  | 546人     |
| 2021年9月26日 - 10月2日  | 第17回世界地震工学会議 The 17th World Conference on Earthquake Engineering (17WCEE) | 仙台国際センター                  | 3,123人   |
| 2022年10月3日 - 7日      | 第11回反応性プラズマ国際会議 および 2022年ガスエレクトロニクス会議 The 11th International Conference on Reactive Plasmas (ICRP-11) 2022 Gaseous Electronics Conference (GEC 2022) | 仙台国際センター                  | 約550人   |
| 2023年5月15日 - 19日     | 米国電気電子学会 国際磁気会議2023 Inetermag 2023 | 仙台国際センター                  | 約1,000人 |
| 2023年8月18日 - 22日     | 第17回岩石-水相互作用国際会議 および 第14回応用同位体地球化学国際会議 The 17th Water-Rock Interaction (WRI-17) The 14th Applied Isotope Geochemistry (AIG-14) | 仙台国際センター                  | 411人     |
| 2023年10月1日 - 6日      | 臨界安全性国際会議2023 International Conference on Nuclear Criticality Safety 2023 (ICNC 2023) | 仙台国際センター                  | 293人     |

## 動向
2015年に仙台国際センター展示棟が完成し、第3回国連防災世界会議をこけら落としとして開催して以降、グローバルMICE強化都市に選定されたこともあり、仙台市は国際会議の誘致を推進。以降、東北大学が関係する学術系会議を中心に多く開催されている。
2023年の国際会議の開催実績は15件となっており、国内で7位、アジアで34位であった。